# Операция «Мешок Мериды»
Операция «Мешок Мериды», также известная как «Затягивание мешка Мериды» (исп. Cierre de la bolsa de Mérida) — сражение во время гражданской войны в Испании в июле 1938 года в районе Ла-Серена провинции Бадахос. Быстрая и решительная операция на окружение, спланированная и проведённая националистами, закончилась разгромом и пленением республиканских войск.

## Планы и силы сторон
«Мешок Мериды» на Эстремадурском фронте был самой западной территорией Испанской Республики в 1938 году. Он выступал на запад в направлении Мериды, города, который был захвачен силами мятежников в 1936 году во время боёв за Мериду. Выступ представлял собой клин республиканской территории между районами, удерживаемыми националистами на северо-западе и юго-западе. Существовала опасность, что республиканская армия с этой позиции могла легко атаковать стратегический город Мерида и даже разрезать надвое националистическую зону. Поэтому, после того, как вооружённые силы мятежников достигли на востоке Средиземного моря, в мае 1938 года верховное командование франкистов разработало план захвата этой территории под названием «Затягивание мешка Мериды». Наступление должно было состояться в период с 20 по 24 июля путём окружения и захвата закрепившихся в этом месте республиканских войск.
Войска националистов, предназначенные для окружения, намного превосходили силы республиканцев. На севере три дивизии (11-я, 19-я и 74-я) и кавалерийская бригада полковника Альдекоа (Центральная армии генерала Саликета), должны были наступать под командованием генерала Мухики. На юге четыре дивизии (22-я, 102-я, 112-я и 122-я) и Андалузская кавалерийская бригада (Южная армия генерала Кейпо де Льяно) должны были наступать под командованием генерала Луиса Соланса.
Республиканские войска (31 401 человек), развёрнутые в это время в мешке, входили в VII армейский корпус: 36-я дивизия прикрывала фронт Тахо, 29-я дивизия располагалась в районе Гвадианы. В выступе находились бригады 37-й дивизии. Левее её, в районе Инохоса-дель-Дуке, 38-я дивизия. Все эти войска долго бездействовали, были плохо скоординированы и прикрывали очень широкий фронт, которым было трудно эффективно управлять.

## Ход сражения
Наступлению предшествовал отвлекающий удар 19 июля на плацдарме Эль-Пуэнте-дель-Арсобиспо, куда полковник Рикардо Бурильо, командующий Эстремадурской армии республиканцев, вынужден был послать часть своих резервов.
20 июля, на рассвете, республиканские линии у горла мешка были прорваны с севера и юга. На юге выступа франкисты (24-я, 102-я и 122-я дивизии) прорвали фронт от гор Месегара и Трапера (около Инохоса-дель-Дуке) в направлении Монтеррубио, в то время как кавалерия пересекла реку Зухар в том же направлении, пока не подошла к Монтеррубио.
На севере выступа 74-я дивизия прорвала фронт через город Мадригалехо, достигнув реки Гаргалигас, где ей пришлось остановиться, потому что республиканцы подожгли поля и рощи в бассейне реки. Бои за городок Аседера, который до вечера защищали два республиканских батальона 25-й бригады, доходили до рукопашных схваток.
21 июля 74-я дивизия совершила впечатляющее 22-километровое продвижение и достигла берегов Гвадианы, которую с наступлением ночи перешла вброд. Быстрое продвижение мятежников с флангов застало республиканцев врасплох.
На юге 112-я дивизия при поддержке 122-й (справа) и 102-й (слева), встретив сильное республиканское сопротивление, все же смогла захватить горный хребет Монтеррубио и проход Лос-Рейс.
22 июля франкистские дивизии продолжали наступление на юге: 102-я прошла через горный хребет Монтеррубио, а 112-я заняла одноимённый город, ударив на него с обеих сторон и обратив в бегство войска 148-й республиканской бригады. 122-я дивизия продвинулась вправо, перерезав дорогу от Кастуэры до Кабеса-дель-Буэй, в то время как кавалерия совершила набег на Элечаль.
Наступавшие с севера войска генерала Мухики достигли города Ла-Коронада.
Между тем, Бурильо продолжал упорствовать и не придавал значения наступлению франкистов. Он не предусмотрел вывода 20-й и 91-й бригад из глубины выступа и полагался на помощь, которую отправил ему командующий Центральным фронтом Миаха (три бригады и вся 68-я дивизия). Также он решил организовать манёвренную дивизию, которую назвал «дивизией Зухар», и которая должна была прикрыть брешь между двумя его армейскими корпусами и угрожать прорыву войск южной группы Кейпо де Льано с фланга.
23-го числа националисты продолжили наступление с севера в направлении Магасела и Кампанарио. С другой стороны, войска южной группы, после разгрома республиканских попыток ночью вернуть Монтеррубио, заняли горы и город Бенкеренция и в сумерках вошли в важный город Кастуэра.
Полковник Бурильо немедленно приказал вернуть Кастуэру, атаковав снаружи «дивизией Зухар», а изнутри — силами бригад 37-й дивизии. В каждой из групп была танковая рота. Атаки полностью провалились, и, таким образом, попытки противодействовать продвижению 112-й дивизии франкистов к Кампанарио оказались тщетными.
Днём 24 июля в городе Кампанарио произошло объединение двух франкистских колонн, северной и южной, тем самым был затянут «мешок Мериды».
Приказ об отступлении 20-й и 91-й бригад поступил очень поздно. 24-го утром они обе были заперты внутри мешка, за исключением двух батальонов, которые в последний момент бежали через Пуэрто-Урако. Обе бригады, так же как и 109-я, частично оказавшейся вне мешка, были полностью уничтожены или пленены. Согласно источникам франкистов, только пленных насчитывалось 4731 человек.
Из подошедших резервов Бурильо попытался создать новую линию обороны, но 31 июля был снят с должности и заменён полковником Адольфо Прада.

## Результаты
37-й дивизия, согласно официальным данным Эстремадурской армии, потеряла пять командиров, включая начальника дивизии и двух её бригад, 89 офицеров, 8 комиссаров и 6086 рядовых (из них около 1500—1600 раненых и около 600 −700 убитых в бою или уничтоженных при пленении). Также было потеряно 3588 винтовок, 170 пулемётов, 11 пушек и 10 танков.
Была потеряна территория площадью около 3 000 квадратных километров с населением около 100 000 человек.
Быстрая победа позволила националистам продвинуться на восток, достигнув региона Ла-Хара в провинции Толедо.